# 1972 في نيوزيلندا
فيما يلي قوائم الأحداث التي وقعت خلال عام 1972 في نيوزيلندا.

## سياسة

### تعيين في المنصب
- 9 فبراير – روي جاك وزير العدل [الإنجليزية]‏.

### انتهاء فترة المنصب
- 8 ديسمبر – روي جاك وزير العدل [الإنجليزية]‏.
- 8 ديسمبر – نورمان كيرك زعيم المعارضة.

## رياضة
- 1 يناير – كأس نيوزيلندا 1972 الفائز كرايستشرش يونايتد.
- 20 فبراير – جائزة أستراليا الكبرى 1972 الفائز Graham McRae [الإنجليزية]‏.

## مواليد

### يناير
- 1 يناير – شارلوته غراهام رسامة نيوزيلندية.
- 1 يناير – شون جونسون
- 1 يناير – كيت كامب شاعرة نيوزيلندية.
- 1 يناير – نيكولا فاركوهار فنانة نيوزيلندية.
- 7 يناير – هارون مكينتوش متسابق يخت نيوزيلندي.

### فبراير
- 1 فبراير – فيونا كينغ لاعبة اتحاد رغبي نيوزيلندية.
- 18 فبراير – ديفيد كوبر لاعب كركيت نيوزيلندي.

### مارس
- 3 مارس – بيتر أوليري
- 9 مارس – آنا لورانس لاعبة هوكي حقل نيوزيلندية.
- 28 مارس – ستيف والش
- 29 مارس – باول كينت سبّاح نيوزيلندي.

### أبريل
- 17 أبريل – ديلان ميكا لاعب رغبي نيوزيلندي.
- 18 أبريل – دين باركر متسابق يخت نيوزيلندي.

### مايو
- 8 مايو – دونالد ديكي لاعب كرة قدم أسترالي.
- 8 مايو – شون دوغلاس لاعب كرة قدم.
- 9 مايو – أنا لويس بلومان ممثلة من الولايات المتحدة الأمريكية.
- 14 مايو – ماندي سميث لاعبة هوكي حقل نيوزيلندية.
- 16 مايو – ماثيو هارت لاعب كركيت نيوزيلندي.
- 25 مايو – ساندي بينيت لاعبة هوكي حقل نيوزيلندية.
- 27 مايو – سارا وايزمان ممثلة نيوزيلندية.

### يونيو
- 3 يونيو – جيمس ألان لاعب كريكت نيوزلندي.
- 3 يونيو – روبرت كينيدي لاعب كركيت نيوزيلندي.
- 7 يونيو – كارل أوربان ممثل نيوزيلندي.
- 11 يونيو – ستيفن كيارني لاعب دوري رغبي نيوزيلندي.
- 20 يونيو – كاميرون براون تريثلت نيوزيلندي.
- 24 يونيو – ريتشارد مورغان لاعب كركيت نيوزيلندي.

### يوليو
- 11 يوليو – ستيفن ريتشاردز سائق سباق نيوزيلندي.
- 13 يوليو – مارك هامت لاعب اتحاد رغبي نيوزيلندي.
- 31 يوليو – ريس دوغان لاعب رغبي نيوزيلندي.

### أغسطس
- 12 أغسطس – توني مارش لاعب رغبي فرنسي.
- 23 أغسطس – غريغ ميرفي سائق سباق نيوزيلندي.

### سبتمبر
- 13 سبتمبر – أندرو ميلر لاعب اتحاد رغبي نيوزيلندي.

### أكتوبر
- 3 أكتوبر – كارل يورجنسن لاعب كرة قدم نيوزيلندي.
- 19 أكتوبر – جلان ميتشيل دراج نيوزيلندي.

### نوفمبر
- 11 نوفمبر – أليستير هنت
- 17 نوفمبر – جوستين باول لاعب كريكت نيوزلندي.
- 27 نوفمبر – فراح بالمر لاعبة اتحاد رغبي نيوزيلندية.

### ديسمبر
- 13 ديسمبر – ماثيو شتورم لاعب دوري رغبي نيوزيلندي.
- 16 ديسمبر – أنجيلا بلومفيلد ممثلة نيوزيلندية.
- 20 ديسمبر – جوناثان وايت منافِس أوليمبي نيوزيلندي.
- 30 ديسمبر – توني غرانثام

## وفيات

### مارس
- 2 مارس – بيلي والاس (مواليد 1878) لاعب اتحاد رغبي نيوزيلندي.
- 4 مارس – دون ماكس (مواليد 1906) لاعب اتحاد رغبي نيوزيلندي.
- 5 مارس – هيلين بريسيلا كراب (مواليد 1891)

### يونيو
- 2 يونيو – هربرت هنت (مواليد 1904)
- 9 يونيو – والتر آرثر هدسون (مواليد 1898) سياسي نيوزيلندي.

### أغسطس
- 26 أغسطس – ريجنالد جادسون (مواليد 1881)

### أكتوبر
- 5 أكتوبر – جيمس غيليسبي باركلي (مواليد 1882) سياسي نيوزيلندي.
- 22 أكتوبر – جيمس ك. باكستر (مواليد 1926) شاعر نيوزلندي.

### نوفمبر
- 13 نوفمبر – كيث ليندسي ستيوارت (مواليد 1896)

### ديسمبر
- 6 ديسمبر – غوردون بريدسون (مواليد 1909) سباح نيوزيلندي.
- 10 ديسمبر – إيلين دوغان (مواليد 1894)
- 11 ديسمبر – جون ميلز (مواليد 1905) لاعب كركيت نيوزيلندي.